# Oberriexingen
Oberriexingen ist eine kleine Stadt an der Enz im Landkreis Ludwigsburg. Sie gehört zur Region Stuttgart (bis 1992 Region Mittlerer Neckar) und zur Randzone der europäischen Metropolregion Stuttgart.

## Geographie

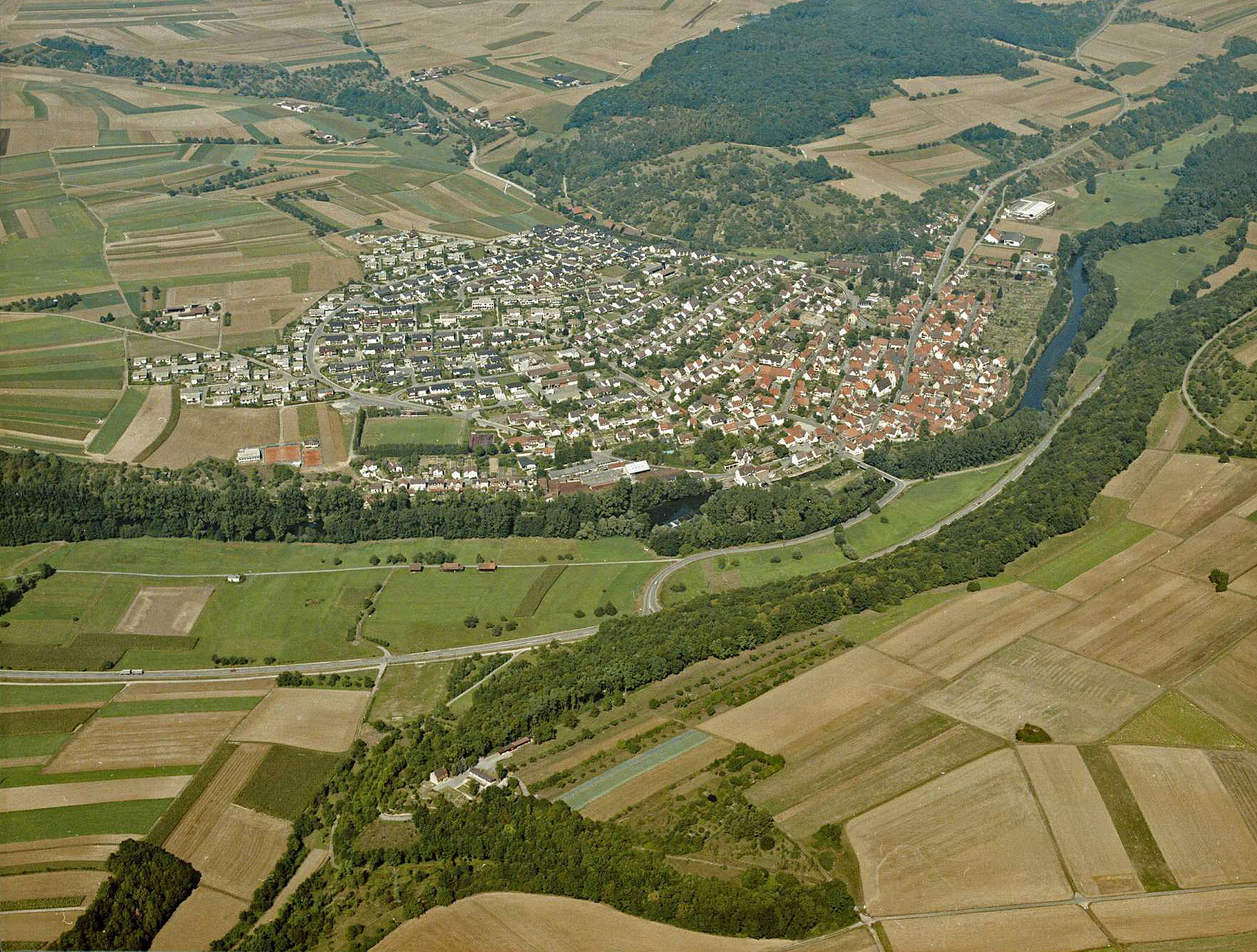
Oberriexingen um 1983 von Südwesten

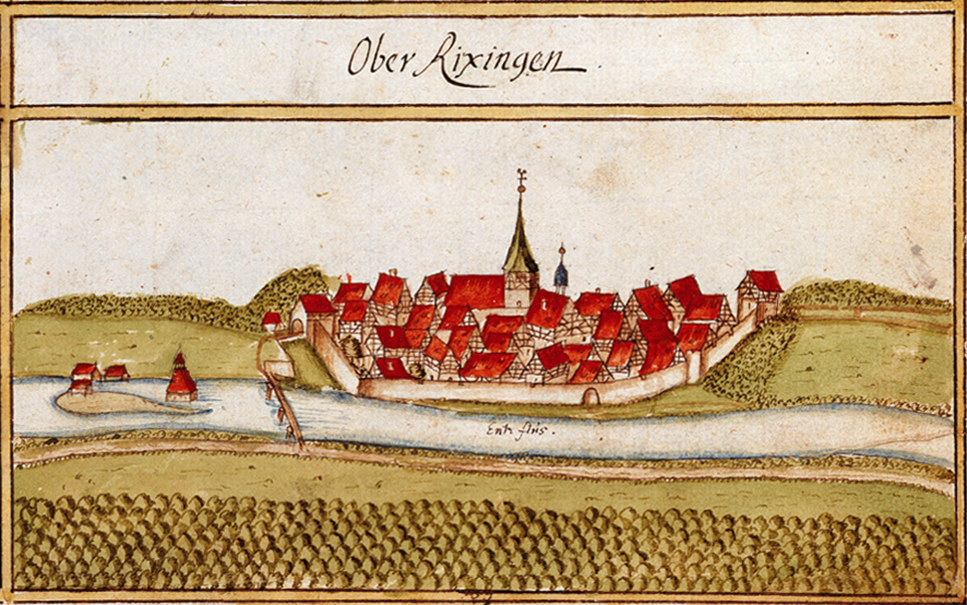
Stadtansicht von Süden aus dem Kieserschen Forstlagerbuch (1684): mit Andreaskapelle auf dem Wörth und Georgskirche mit pyramidaler Turmspitze

### Geographische Lage
Oberriexingen liegt südöstlich des Strombergs im Enztal links des Flusses zwischen Vaihingen an der Enz und Markgröningen. Am Ostrand der Gemeinde fließt die Dürre Enz von Norden in die Enz. Die Gemarkung reicht von 190 Metern an der Enz bis auf 251 Meter Höhe im Norden. Auf der 816 Hektar großen Markung konnten sieben keltische Grabhügel und vier römische Gutshöfe nachgewiesen werden.

### Nachbargemeinden und Wüstungen
Die Stadt grenzt im Norden an Sersheim, im Nordosten an die Stadt Sachsenheim, im Osten und Süden an Unterriexingen (Stadt Markgröningen), im Südwesten an Enzweihingen (Vaihingen an der Enz) und im Nordwesten an die Stadt Vaihingen an der Enz. Flussaufwärts liegt der Leinfelder Hof, Überrest des wüst gefallenen Dorfes Leinfelden. Südwestlich des Orts auf der gegenüberliegenden Seite des Enztals stand die Burg Dauseck, die vor 1311 bereits in württembergischer Hand war und längst abgegangen ist.

### Stadtgliederung
Zu Oberriexingen gehören neben der Altstadt die halbkreisförmig um sie herum erschlossenen Neubaugebiete, das Haus Schloßberg im Süden und einige Aussiedlerhöfe im Norden.

### Naturdenkmale und Landschaftsschutzgebiete
In Oberriexingen gibt es 13 Naturdenkmale (siehe Liste der Naturdenkmale in Oberriexingen). Außerdem gibt es das Landschaftsschutzgebiet Wolfställen, das komplett auf Oberriexinger Gemarkung liegt, sowie das Landschaftsschutzgebiet Enztal zwischen dem Leinfelder Hof und Bietigheim-Bissingen, welches teilweise auf Oberriexinger Gemeindegebiet liegt.

### Flächenaufteilung
Nach Daten des Statistischen Landesamtes, Stand 2014.

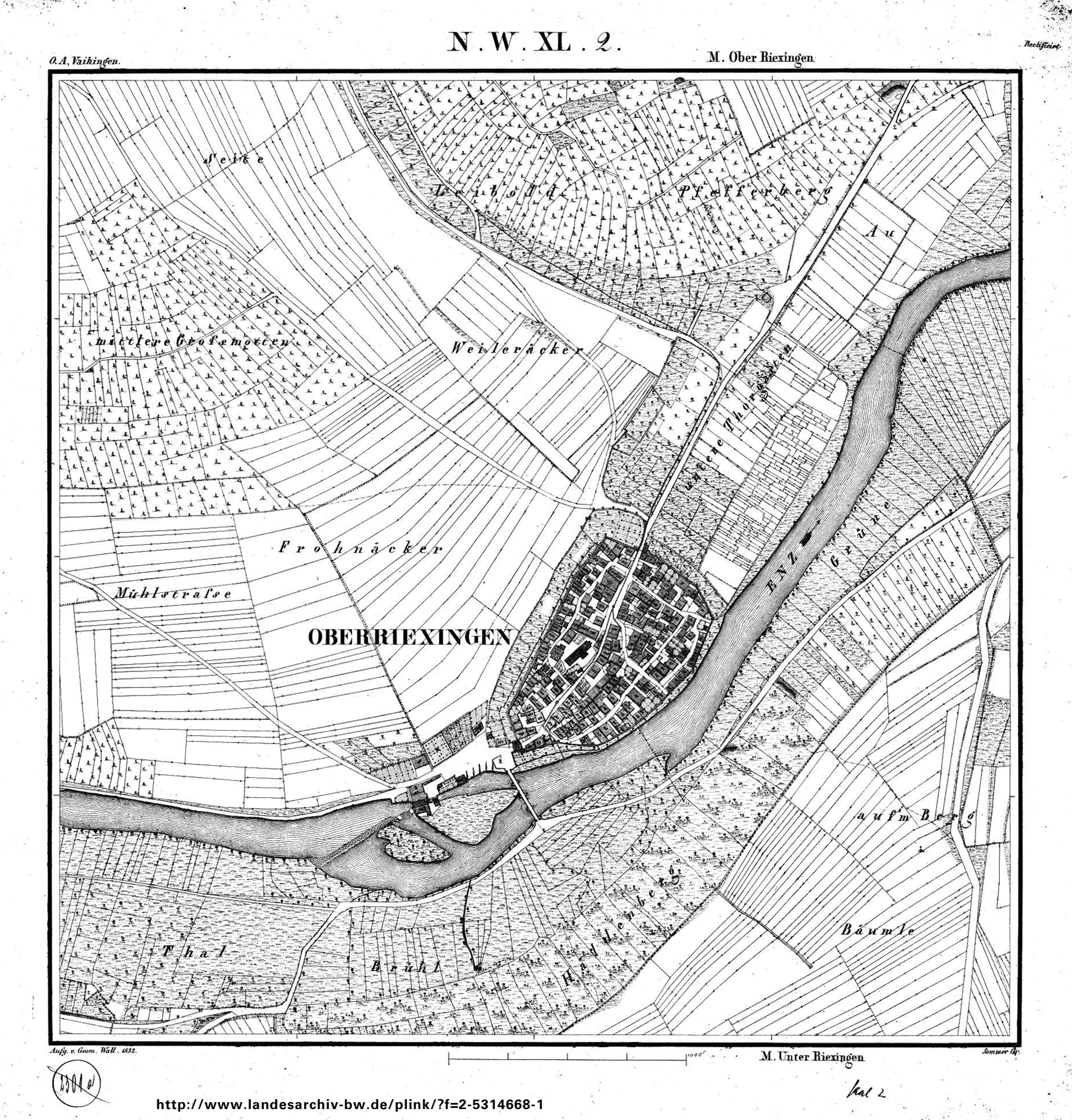
Im Jahre 1832 war Oberriexingen noch nicht über den mittelalterlichen Stadtkern hinausgewachsen.

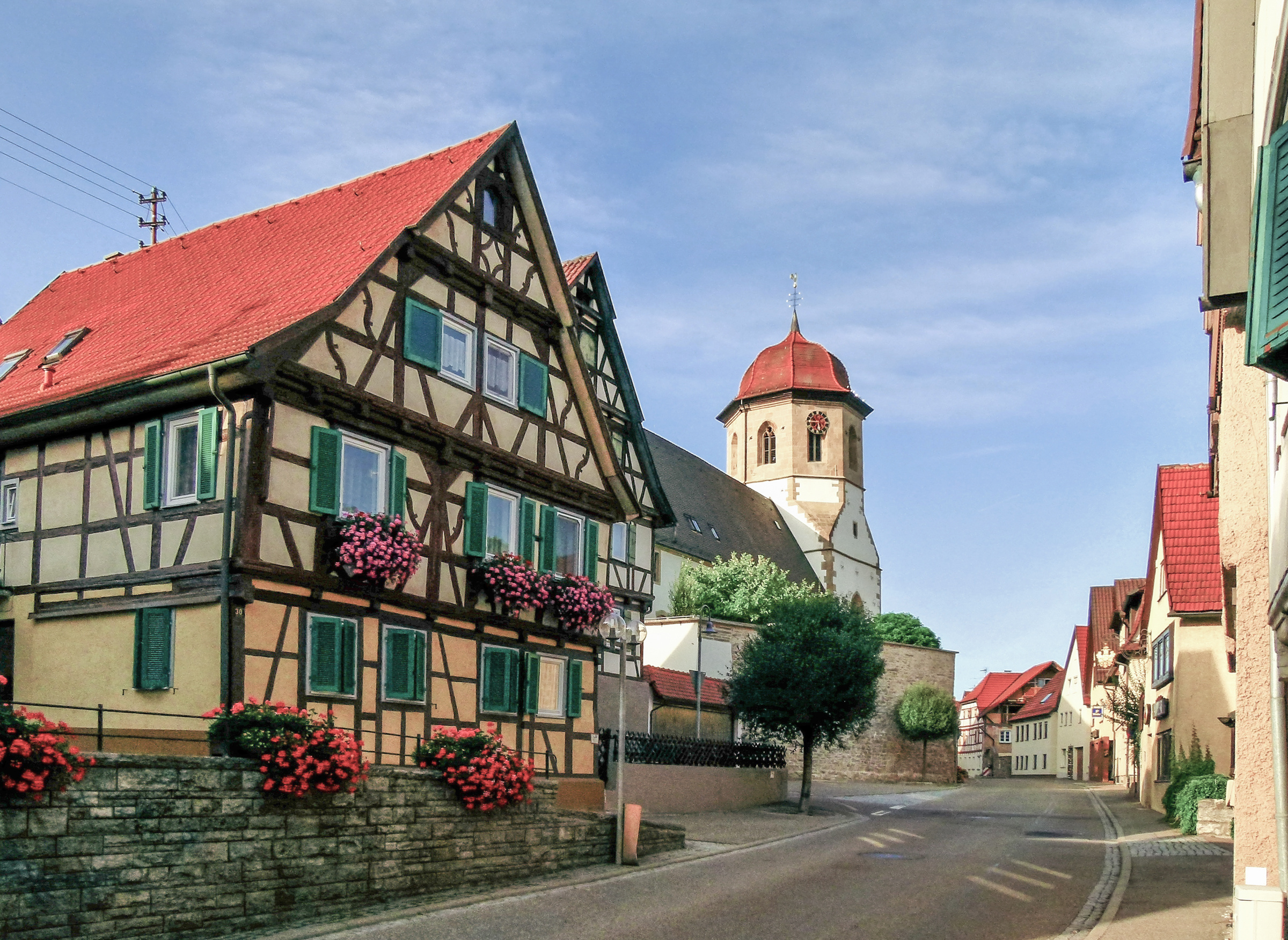
Die Hauptstraße durch Oberriexingen ist eng bebaut und führt an der Georgskirche vorbei

## Geschichte

### Mittelalter
Riexingen wurde im Lorscher Codex am 11. April 793 erstmals urkundlich erwähnt. Ob dabei Ober- oder Unterriexingen angesprochen wurde, konnte nicht zweifelsfrei geklärt werden. Als „Obernrüxingen“ ist der Ort 1120 erstmals bezeugt. Im Hochmittelalter gehörte er vermutlich den Herren von Riexingen, die einst als Edelfreie dem Hochadel angehörten und später zu Vasallen der Württemberger abstiegen. Um 1250 soll der zeitweise zur Grafschaft Vaihingen zählende Ort laut Hermann Römer zur Stadt erhoben worden sein. Der Stadtgründer ist unbekannt. Von 1281 stammt die erste überlieferte urkundliche Erwähnung eines Schultheißen namens Gerlach, von 1361 die erstmalige Bezeichnung als Stadt.
Im Jahre 1339 wurde die früher als romanische Wehrkirche erbaute Georgskirche in den Speyerer Bischofsmatrikeln erstmals erwähnt und um 1439 unter württembergischer Regie mit einem gotischen Chor versehen. Spätestens 1392, nachdem die letzte Erbin der Vaihinger Grafen gestorben war, kam Oberriexingen unter württembergische Herrschaft und wurde 1420 im Güterverzeichnis Württembergs unter der ehemaligen Grafschaft Vaihingen mit aufgeführt. Von 1393 stammt denn auch die erste überlieferte Aktivität eines württembergischen Grafen in Oberriexingen: Graf Eberhard der Milde stiftete 24 Morgen Güter und ein Haus in Oberriexingen als Mess-Pfründe für die Andreas-Kapelle „uff dem Werd“, die der Probst des Dreifaltigkeitsstifts zu Speyer bestätigte. Um 1470 hatte die Kleinstadt rund 300 Einwohner.

### Neuzeit
Am 13. Juli 1693 plünderten französische Truppen die zuvor zum Amtsflecken degradierte Kleinstadt und brannten 72 Gebäude und die Kirche ab. Im Zuge des Wiederaufbaus wurde 1699 auch das heutige Rathaus erbaut.
Im Jahre 1777 wurde die erste befahrbare Enzbrücke erstellt. Zuvor existierte hier nur ein Steg und flussabwärts eine Furt. Ab 1850 wurden die ersten Häuser außerhalb der Stadtmauer erbaut; 1862 erfolgte die erste Industrieansiedlung, 1875 der Bau der massiven Enzbrücke und 1896 der Bau der Neuen Schule. Um einen Bahnanschluss bemühte man sich vergeblich. 1898 wurde die Mühle abgerissen und stattdessen ein Elektrizitätswerk erbaut.
Seit dem 16. Jahrhundert gehörte die lange von der mittelalterlichen Stadtmauer begrenzte Kleinstadt bis auf die kurze Zeitspanne von 1762 bis 1769, in der sie zum Oberamt Gröningen gehörte, zum Amt Vaihingen (ab 1758 Oberamt Vaihingen). Bei der Umsetzung der neuen Verwaltungsgliederung im 1806 gegründeten Königreich Württemberg änderte sich die Oberamtszugehörigkeit für Oberriexingen  nicht. Im Zuge der württembergischen Verwaltungsreform während der NS-Zeit gelangte die Stadt dann 1938 zum neu eingerichteten Landkreis Vaihingen.

### Zeitgeschichte
Während des Zweiten Weltkriegs blieb Oberriexingen von Bombentreffern verschont. Am 8. April zogen sich deutsche Truppen bis zur befestigten Neckar-Enz-Stellung zurück, die seit 1936 am gegenüberliegenden Enzhang entlang verlief, und sprengten die Oberriexinger Enzbrücke. Noch am selben Tag rückten französische Truppen in das nicht verteidigte Städtchen ein. Nach der Übergabe blieb Oberriexingen bis zum 21. April Frontgebiet und geriet mehrfach unter deutschen Artilleriebeschuss. Elf Feldscheunen wurden von den Franzosen niedergebrannt. Etliche Häuser mussten zur Einquartierung von Soldaten geräumt werden. 30 NS-Parteigenossen wurden verhaftet und teils misshandelt, einige Frauen wurden vergewaltigt. Kriegsbedingt verlor die Gemeinde insgesamt 63 Einwohner und bekam durch die Vertreibung aus den Ostgebieten 300 Einwohner überwiegend katholischer Konfession hinzu.
Da die Stadt nach dem Zweiten Weltkrieg Teil der Amerikanischen Besatzungszone geworden war, gehörte sie somit seit 1945 zum neu gegründeten Land Württemberg-Baden, das 1952 im jetzigen Bundesland Baden-Württemberg aufging.
Widerstand gegen die Eingemeindung und den Bau eines AKW
Als der Landkreis Vaihingen durch die Ausführung der Kreisreform 1973 aufgelöst wurde, kam Oberriexingen zum Landkreis Ludwigsburg. Die Zeit der Gemeinde- und Kreisreform in Baden-Württemberg war in Oberriexingen „eine Zeit des Kampfes um die Selbständigkeit“. Sowohl die Vereinigung mit Unterriexingen, das sich für den Anschluss an Markgröningen entschied, als auch die Eingemeindung nach Sersheim wurden vom Gemeinderat und Bürgerversammlungen abgelehnt und diese Ablehnung wurde auch durchgesetzt. Oberriexingen blieb selbständig, lediglich eine Verwaltungsgemeinschaft mit der Stadt Vaihingen an der Enz wurde vereinbart. Danach musste sich die Gemeinde gegen die geplante Ansiedlung eines Atomkraftwerks auf ihrer Markung behaupten. Die Einwohnerzahl stieg während der 1970er und 1980er Jahre von 1580 auf rund 2500 an; inzwischen liegt sie bei fast 3300.

## Religionen
Bis zur Einführung der Reformation in Württemberg gehörte die Oberriexinger Pfarrei mit der Georgskirche und der vermutlich 1693 zerstörten Andreaskapelle auf dem von der Enz umflossenen Wörth zum Landkapitel Vaihingen im Archidiakonat Trinitatis der Diözese Speyer. Der erste reformierte Pfarrer war Peter Weinöl von 1634 bis 1639. Seit dem 16. Jahrhundert bis zum Zweiten Weltkrieg war der Ort überwiegend protestantisch geprägt. Heute gibt es eine evangelische, eine evangelisch-methodistische sowie eine neuapostolische Gemeinde in der Stadt. Für die geistliche Betreuung der Katholiken ist die St.-Stephanus-Gemeinde in Sersheim zuständig, die auch ein Kirchengebäude in Oberriexingen unterhält, das nach der ehemaligen Kapelle St. Andreas benannt wurde.

## Politik

### Gemeinderat
Der Gemeinderat in Oberriexingen besteht aus 12 gewählten ehrenamtlichen Gemeinderäten und dem Bürgermeister als Vorsitzendem. Der Bürgermeister ist im Gemeinderat stimmberechtigt. Die Kommunalwahl am 9. Juni 2024 führte zu folgendem Ergebnis:
| Parteien und Wählergemeinschaften | Parteien und Wählergemeinschaften | % 2024 | Sitze 2024 | % 2019  | Sitze 2019 | % 2014 | Sitze 2014 | Gemeinderatswahl 2024 %6050403020100 51,3 %26,6 %22,1 % UBOOBLFLFGewinne und Verlusteim Vergleich zu %p 12 10 8 6 4 2 0 −2 −4 −6 −8+10,41 %p−6,13 %p−4,28 %pUBOOBLFLF |
| UBO                               | Unabhängige Bürger Oberriexingen  | 51,3   | 6          | 40,89   | 5          | 34,53  | 4          | Gemeinderatswahl 2024 %6050403020100 51,3 %26,6 %22,1 % UBOOBLFLFGewinne und Verlusteim Vergleich zu %p 12 10 8 6 4 2 0 −2 −4 −6 −8+10,41 %p−6,13 %p−4,28 %pUBOOBLFLF |
| OBL                               | Oberriexinger Bürgerliste         | 26,6   | 3          | 32,73   | 4          | 35,57  | 4          | Gemeinderatswahl 2024 %6050403020100 51,3 %26,6 %22,1 % UBOOBLFLFGewinne und Verlusteim Vergleich zu %p 12 10 8 6 4 2 0 −2 −4 −6 −8+10,41 %p−6,13 %p−4,28 %pUBOOBLFLF |
| FLF                               | Freie Liste Frauen                | 22,1   | 3          | 26,38   | 3          | 29,90  | 4          | Gemeinderatswahl 2024 %6050403020100 51,3 %26,6 %22,1 % UBOOBLFLFGewinne und Verlusteim Vergleich zu %p 12 10 8 6 4 2 0 −2 −4 −6 −8+10,41 %p−6,13 %p−4,28 %pUBOOBLFLF |
| Gesamt                            | Gesamt                            | 100    | 12         | 100     | 12         | 100    | 12         | Gemeinderatswahl 2024 %6050403020100 51,3 %26,6 %22,1 % UBOOBLFLFGewinne und Verlusteim Vergleich zu %p 12 10 8 6 4 2 0 −2 −4 −6 −8+10,41 %p−6,13 %p−4,28 %pUBOOBLFLF |
| Wahlbeteiligung                   | Wahlbeteiligung                   | 70,6 % | 70,6 %     | 68,68 % | 68,68 %    | 54,5 % | 54,5 %     | Gemeinderatswahl 2024 %6050403020100 51,3 %26,6 %22,1 % UBOOBLFLFGewinne und Verlusteim Vergleich zu %p 12 10 8 6 4 2 0 −2 −4 −6 −8+10,41 %p−6,13 %p−4,28 %pUBOOBLFLF |

### Bürgermeister
Nach der Besetzung Oberriexingens durch französische Truppen im April 1945 wurde erst Bürgermeister Gustav Setzer (im Amt seit 1931) und nach sechs Wochen auch dessen Nachfolger Albert Hagstotz verhaftet. Darauf übernahmen erst Max Rösch (bis August 1946) und dann Wilhelm Meeh kommissarisch den Bürgermeisterposten, bis 1948 Louis Geiger aus Oberschwaben zum Bürgermeister gewählt wurde, der dieses Amt bis 1969 innehatte. Nach zweijähriger Vakanz wurde 1971 Willi Baur gewählt, der bis 2009 im Amt blieb. Im Juli 2009 wurde Werner Somlai mit 50,74 % der Stimmen zum neuen Bürgermeister gewählt.
Bürgermeister war zuletzt Frank Wittendorfer, der im Juli 2017 mit 69,8 % zum Nachfolger von Werner Somlai gewählt wurde. Zum 1. April 2024 schied Wittendorfer aus gesundheitlichen Gründen aus dem Amt. Am 30. Juni 2024 wurde Ron Keller mit 55,9 Prozent der Stimmen zum Bürgermeister gewählt. Er trat das Amt am 1. September 2024 an.

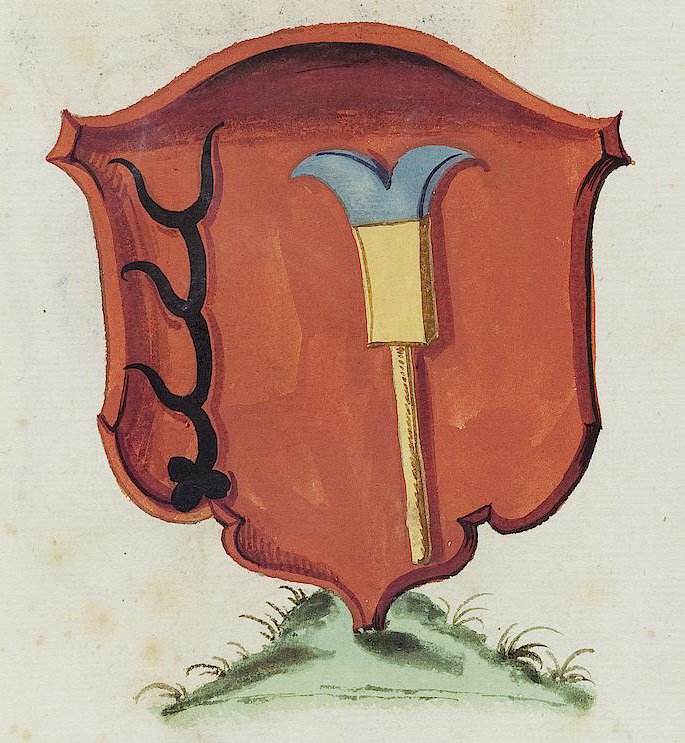
Wappen von 1591

### Wappen
Blasonierung: „Gespalten von Gold und Schwarz; vorne eine pfahlweis gestellte schwarze Hirschstange, hinten ein schräglinks gestelltes goldenes Ruder.“
Das erste bekannte Siegel stammt aus dem frühen 15. Jahrhundert und enthält im ungeteilten Schild schon die jetzigen Figuren, das Ruder jedoch vorne und mit der Schaufel nach oben. Die heutige Anordnung ist bis auf die farbliche Unterteilung seit 1591 durch David Wolleber belegt. Auch Johann Siebmacher zeigte 1605 den Schild noch ungeteilt und bezeichnete das Ruder als „Horn“. Dessen Schrägstellung ist neueren Datums.

### Flagge
Die Stadtflagge ist Schwarz-Gelb.

### Partnerschaften
Oberriexingen unterhält seit 1979 partnerschaftliche Beziehungen zu der Gemeinde Ennery in Frankreich.

## Kultur und Sehenswürdigkeiten

### Theater
Nach der ehemaligen Burg Dauseck benannte sich der 1993 gegründete „Verein Theater unter der Dauseck Oberriexingen“. Er ist aus der Laienspielgruppe hervorgegangen, die 1992 zur 1200-Jahr-Feier von Oberriexingen das Theaterstück „So a Metzelsupp“ aufgeführt hatte und seither etliche weitere Stücke auf die Bühne gebracht hat.

### Museum
1958 wurden bei Bauarbeiten die Fundamente eines römischen Gutshofs und darin ein Keller mit gut erhaltenem roten Fugenstrich entdeckt und ausgegraben. Dieser bildete den Kern des Museums Römerkeller Oberriexingen, das von der Stadt und dem Württembergischen Landesmuseum 1962 im Untergeschoss eines Einfamilienhauses eingerichtet wurde. Heute ist das Museum ein Zweigmuseum des Archäologischen Landesmuseums Baden-Württemberg in Konstanz.

### Bauwerke

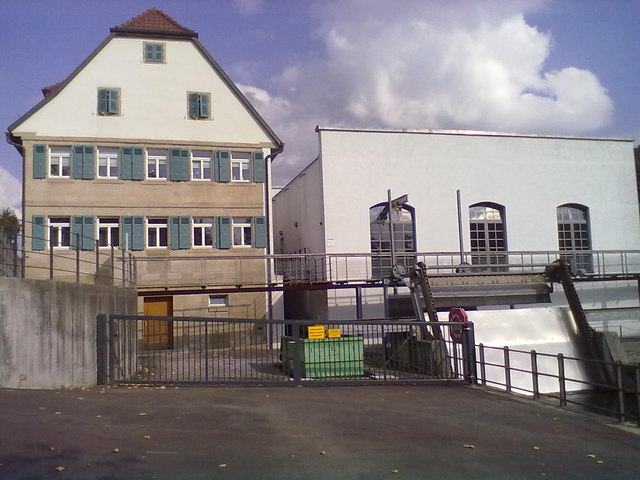
Einst Mühle, heute Laufwasserkraftwerk am Enzwehr

Wahrzeichen der Stadt ist die ursprünglich romanische Georgskirche, die im 14. Jahrhundert im gotischen Baustil umgebaut, nach ihrer Zerstörung (1693) instand gesetzt und 1707 wieder eingeweiht wurde.
Teile der Kirchhof- und der Stadtmauer sind noch erhalten, außerdem neben dem Pfarr- und dem Rathaus noch etliche Fachwerkhäuser.

## Wirtschaft und Infrastruktur
Fischerei und Weinbau sowie der Mühlenbetrieb wurden um 1900 eingestellt. Die einst dominierende Landwirtschaft verlor ab den sechziger Jahren zunehmend an Bedeutung.
Die Gemeinde verfügt über eigene Stadtwerke, ein Laufwasserkraftwerk und eine Kläranlage.
Zusammen mit den Kommunen Sachsenheim, Sersheim und Bietigheim-Bissingen gehört Oberriexingen dem Zweckverband für das interkommunale Gewerbegebiet Eichwald auf der Hochfläche nördlich der Gemeinde an.
Im Norden außerhalb des Orts verläuft der Stromberg-Murrtal-Radweg durch das Stadtgebiet, der als Fernradweg von Karlsruhe nach Gaildorf führt und damit den Rheinradweg mit dem Kocher-Jagst-Radweg verbindet. 
Bildung und Sport
Oberriexingen verfügt über eine Grundschule und zwei Kindergärten, außerdem über eine Sporthalle und zwei Sportplätze.

## Persönlichkeiten

### Söhne und Töchter der Stadt
- Gerd Gaiser (1908–1976), Schriftsteller

### Weitere Persönlichkeiten, die mit der Stadt in Verbindung stehen
- Johann Jacob Heinlin (auch: Hainlin) (1588–1660), Stadtpfarrer in Oberriexingen von 1624 bis 1635; von 1654 bis 1660 Abt und Generalsuperintendent von Bebenhausen und Mathematiker.[22]
- Gerd Maisch (* 1964), Kommunalpolitiker, leitete von 2023 bis 2024 interimsweise die Oberriexinger Verwaltung